# 走线
走线指的是中華人民共和國公民在2019冠狀病毒病疫情后通过中南美洲国家非法入境美国寻求庇护的偷渡路程，踏上該路程的人被称为走线客。

## 背景
在2019冠狀病毒病疫情期间及其后，许多中国大陸人的收入受到较大影响，也有人對清零政策感到疑慮，因不配合政府政策、或因宗教因素等原因被打壓，加上美国拜登政府不像前任特朗普政府大規模遣返非法移民，並停止建牆，加上2023年5月11日因疫情而頒佈的第42條禁止入境令終止，不再迅速把從墨西哥邊界越境的偷渡客驅逐。於是他們冒險从拉丁美洲非法入境美国，以期取得居留许可。此外不少人因為中國大陆經濟下滑，失業率上升，收入比美國低等經濟因素，希望以非法方式去美國打工賺錢。事实上，從南美陸路偷渡美國並不是疫情後才出現的新鮮事，但是自社群網站帖子和影片提供詳盡的攻略後，使冒险偷渡往美國展開新生活的人越來越多。
这些人到達美國後，便会申請政治庇護，以獲得在美合法工作和居留權，他們一旦進入美國，就難以被遣返回中國大陸。等待庇護面試的時間可能長達五至六年，根據美國法律，期間他們能在美合法工作。縱使庇護申請失敗，他們亦能上訴，及能夠透過美國發放的工卡繼續在美合法工作。這些非法移民對美國身份並不在乎，大多人都是經濟因素去美國賺匯差為主。偷渡客一旦進入美國超過半年後，便能申請工卡，並獲得社會安全號，使他們能在美合法工作和交稅。在得到工卡前，他們只能打黑工為生，但一般而言執法人員很少抓黑工。

## 路線
走线的非法移民路线一般从南美厄瓜多尔（《中厄两国互免持普通护照人员签证协定》于2016年8月18日生效）开始，穿越哥伦比亚、巴拿马、危地马拉、墨西哥等国，最后进入美国申请庇护。这是一条危险的路线，哥伦比亚需要夜间坐快艇，关闭灯源情况下，夜间快速在海浪中闯关，需要两个小时左右。登岸后需要徒步穿越巴拿马名为“达连峡谷”的丛林，以前主要是古巴人和海地人使用，此外还有少数尼泊尔人、印度人、喀麦隆人和刚果人。
走线的中国大陸民众通常是年轻男性。路线主要是免簽从中国大陸入境厄瓜多尔，其中很多飞到土耳其再转机到南美。之后，走线者搭巴士到厄瓜多尔边境的图尔坎，再包车或者坐飞机进入哥伦比亚，抵达哥伦比亚西北部滨海小镇內科克利，付钱给当地向导，跟随拉丁美洲民众偷渡客的脚步，买船票进入卡普加纳岛，等待快艇冲关后进入达连峡谷。然而經過中美洲的路線是具危險性的，2024年3月29日，在墨西哥瓦哈卡州的海灘上發現了8名中华人民共和国公民屍體，他們乘船偷渡去美國期間發生意外而遇難。
选择冒险“走线”的多来自中国大陸中下阶层群体，受过高等教育和富裕的中国大陸人则多通过学生签和工作签，甚至旅遊簽證等合法渠道移民。入境后，走线人员会向美国边境官员自首，被送进关押非法移民的监狱后，用“如果返回中国大陸会遭受迫害”的可信理由申请庇护。根据美国司法部的数据，来自中国大陸的寻求庇护者在美国移民法庭的胜诉率为58%。许多人会在几天内获释，庇护申请被接受，獲得工卡后就能在美国工作。

## 规模
根据美国政府数据，在2023财年，通过走线来到美国的中国大陸人有2.4万人。2024財年截至2月達到18,755人，預估將超過2023年人數，而在2012至2022年的10年里，只有不到1.5万名中国大陸移民被抓到非法越过南部边境。美国海关和边境保护局的数据显示，2022年10月至2023年4月，有超过6500名中国大陸公民在美国和墨西哥边境被逮捕，是有记录以来最高的，比一年前的同期增长了15倍以上。另外還有走線的中國大陸人在墨西哥身亡。
据巴拿马政府纪录，2022年从哥伦比亚越境进入巴拿马的25万人中，中国大陆人有2000多名，是疫情前10年人数总和的六倍。北京放弃清零政策后，2023年1月至7月，从哥伦比亚过境巴拿马的中国大陸人突破1万人。2023年在美墨邊境被拘留的中华人民共和国公民人數超過3.7萬人，是2021年的50倍。中华人民共和国偷渡客是各國籍中增長率最高的一群。

## 政府

### 厄瓜多尔
2024年6月18日，厄瓜多尔外交部发布，因近一半的中国游客没有按时通过常规路线出境且“其中一些人可能将厄瓜多尔作为前往该地区其他目的地的跳板”，决定暂停与中华人民共和国的普通护照签证互免协议。厄瓜多尔外交部称，2023年有48,381名中國籍旅客入境，但離境只有24,240人次，二者之差是所有国家入境旅客中最高的。

### 美国
2024年5月，中华人民共和国與美國恢復遣返协议，把非法入境的移民遣返回國。2024年7月2日，美国国土安全部称美国政府动用大型包机，将非法入境美国的中国人遣返回中国。消息人士指出，此轮共有116人被遣返。这是美国自2018年以来首次遣返中国非法移民。同年10月15日，美方又派出了第二架遣返航班，具体遣返人数未公开。

## 有关报道
由於尋求庇護與合法移民方式不同，不需要經過犯罪審查，不少尋求庇護者到達後走上犯罪道路。2024年報導，一名中华人民共和国籍男子得到新西蘭庇護和永居後，立即返回中國大陆，並以自己永居身份方式在中國大陸尋找希望能假結婚到新西蘭的人，及收費代辦申請庇護，最終他的新西蘭永居資格被取消。同年，另外一名来自福建的中华人民共和国公民進入美國後，因涉嫌偷窃和伪造礼品卡，被檢控309项犯罪。
此外亦有擔心中华人民共和国間諜會籍此進入美國，進行情報工作。2024年3月29日，一名中华人民共和国偷渡客擅闖美軍基地後被捕，但有人認為用此方式進入美國進行間諜工作不太可能。